# Vall d'Unarre
La Vall d'Unarre és una vall pirinenca d'origen glacial, amb orientació nord-sud i al final oberta cap al sud oest, ubicada al municipi de La Guingueta d'Àneu, a la comarca del Pallars Sobirà. Es troba encaixada entre les serres de serra de Campirme a l'est i la de Pilàs a l'oest. És una vall subsidiària de la Vall d'Àneu, a la que desemboca per l'esquerra. La part superior de la vall està inclosa en el Parc Natural de l'Alt Pirineu.

## Geografia

### Capçalera de la vall
La capçalera de la vall està limitada per la Serra Mitjana a l'oest i la Serra Mascarida i la Serra de Vivalls a l'est. El límit nord està resseguit per una carena amb un pic important a cada extrem: a l'oest el Pic Major de la Gallina (2.727 metres) i a l'est el Pic de Ventolau (2.851 metres); entre ells hi ha el Coll de Calberante (2.606,7 metres d'altitud), el qual comunica l'extrem nord de la vall d'Unarre amb el Circ de la Gallina, situat ja a la vall de Noarre.
Les serres i els pics formen un circ d'origen glacial, envoltant un conjunt d'estanys; a l'oest es troba la Bassa de Curiós situada a 2.494 metres d'altitud, l'estany de Calberante a 2.358 metres i l'estany de la Gola a 2.250 metres, on neix el riu d'Unarre. A l'est es troben els Tres Estanys i l'estany de Ventolau, a 2.344 metres, que desaigüen al riu d'Unarre aigües avall de la cascada de Sartari, al Planell de Sartari.
Al costat sud de l'estany de la Gola hi ha el refugi lliure de l'estany de la Gola a 2.231,4 metres d'altitud.
Des del poble de Cerbi una pista forestal puja fins al Pont del Vedo, situat a 1.817 metres d'altitud, on hi ha un aparcament i des d'on es pot pujar caminat cap a l'estany de la Gola

### Peus de la vall
Diverses valls menors conflueixen a la vall d'Unarre; valls de Nyiri i de Corriols per la dreta, valls de Rumiets i de Gavàs per l'esquerra; en tots els casos els seus torrents desaigüen en el riu d'Unarre. A la meitat inferior de la vall hi ha diverses poblacions; Cerbi, Unarre i Escalarre.
La vall s'eixampla a l'arribar al poble d'Escalarre, on conflueix amb la Vall d'Àneu.

## Infraestructures
L'empresa Hidroelèctrica de Catalunya va construir en els anys 50 del segle XX obres hidràuliques per aprofitar part del cabal del riu d'Unarre. Aigües avall de les Bordes d'Aurós, a 1.446 metres d'altitud es troba la presa de Cerbi que desvia part del cabal del riu Unarre per una galeria soterrada per alimentar el Salt d'Unarre de la Central d'Esterri d'Àneu.